# E.T. the Extra-Terrestrial (jeu vidéo)
Vous lisez un « article de qualité » labellisé en 2019.
Pour les articles homonymes, voir E.T. the Extra-Terrestrial.
E.T. the Extra-Terrestrial (ou simplement E.T.) est un jeu d'aventure développé et édité par Atari le 2 décembre 1982 sur Atari 2600. Reprenant des éléments et la trame globale du film E.T., l'extra-terrestre dont il est l'adaptation, il propose au joueur d'incarner E.T., à la recherche des trois éléments constituant l'émetteur. Quand les pièces réparties aléatoirement dans des fossés sont acquises, E.T. peut appeler son vaisseau pour repartir dans l'espace.
Développé en seulement cinq semaines par Howard Scott Warshaw d'après un concept original dont il est l'auteur, le jeu reçoit un accueil mitigé par la presse spécialisée lors de sa sortie, qui le juge destiné uniquement aux très jeunes joueurs. Le jeu se vend bien au départ, et totalise 1,5 million de copies écoulées, mais les joueurs n'apprécient pas le gameplay. Les ventes s'effondrent rapidement et le jeu devient un échec commercial de grande ampleur dans la mesure où 4 millions de cartouches ont été produites et 25 millions de dollars  dépensés par Atari pour acquérir les droits d'adaptation. Cette contre-performance s'ajoutant à d'autres revers économiques, Atari cumule 536 millions de dollars de perte à la fin de l'année 1983 alors que le secteur connait un déclin similaire. En septembre 1983, Atari fait enterrer une grande partie de ses stocks dans une décharge du Nouveau-Mexique afin de bénéficier d'allègements fiscaux. Des cartouches du jeu E.T. en font partie. Malgré de nombreux témoignages, cet évènement devient une légende urbaine qui n'est confirmée qu'en 2014 lors de fouilles sur le lieu de l'enfouissement, mettant au jour plusieurs cartouches du catalogue Atari, dont celles du jeu de Warshaw. E.T. devient dès cet ensevelissement le symbole du krach du jeu vidéo de 1983, fort de nombreuses critiques régulières et très acerbes des joueurs et de la presse, le désignant comme le plus mauvais jeu de l'histoire du jeu vidéo.
Les répercussions de ces pertes financières s'abattent l'année suivante sur Atari dont les divisions jeu à domicile et informatique sont scindées et vendues en juillet 1984 à Jack Tramiel qui fonde Atari Corp., Warner Communications ne conservant que le secteur arcade, renommé Atari Games. Par ailleurs, de cette licence, Atari tire tout de même un autre jeu, E.T.: Phone Home!, sur la famille d'ordinateurs Atari 8-bits. D'autres jeux, développés et édités par d'autres entreprises sortent dans les décennies suivantes, comme E.T. l'extra-terrestre : Le 20e anniversaire en 2002 sur PC, PlayStation et Game Boy Advance, ou E.T.: The Green Planet en 2012 sur iOS.

## Trame

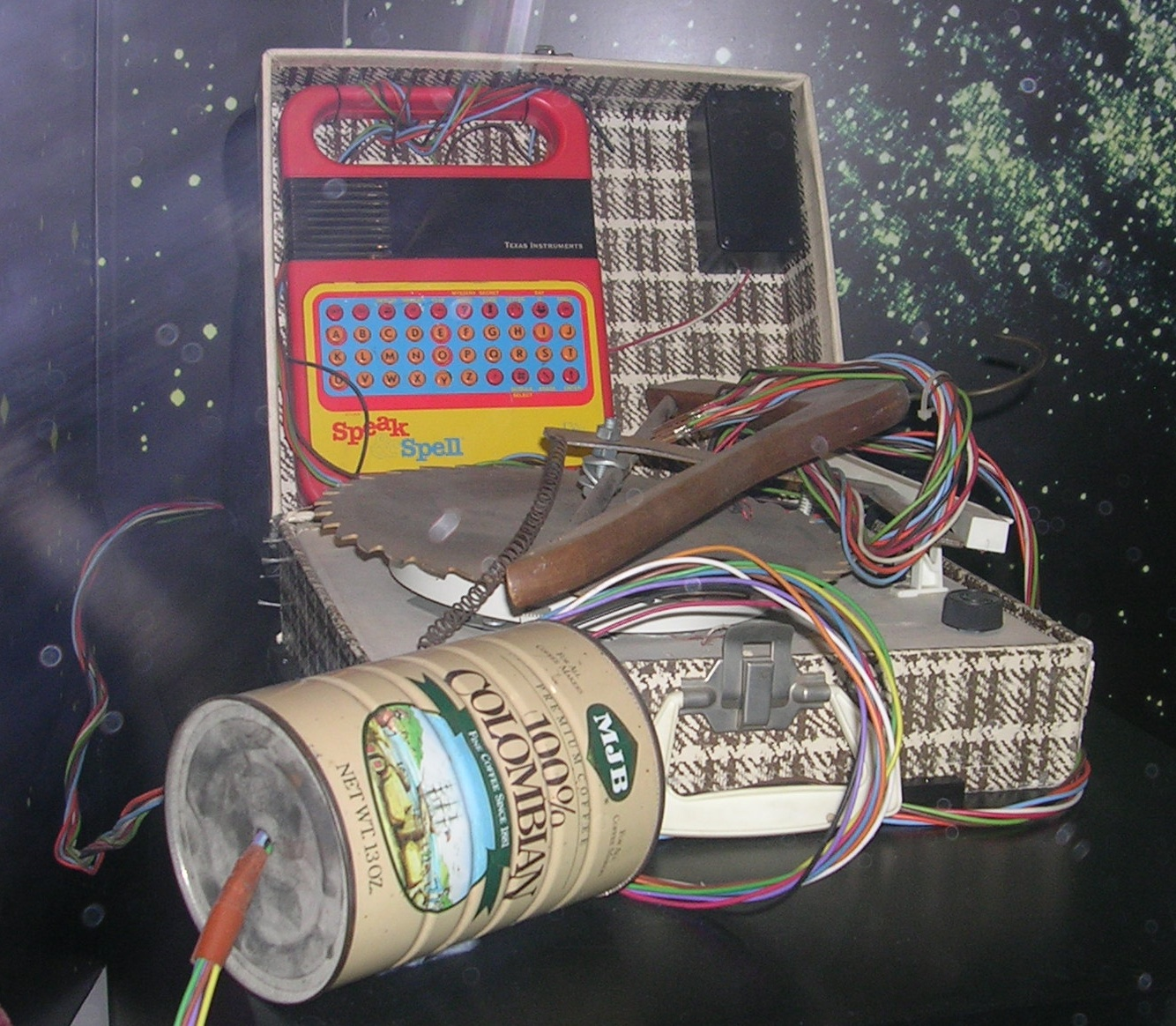
Dans le jeu, E.T. doit retrouver l'émetteur pour contacter son vaisseau et retourner dans l'espace (appareil de communication qu'utilise E.T. dans le film).

### Univers
E.T. the Extra-Terrestrial conserve globalement la trame générale du scénario du film E.T., l'extra-terrestre dont il est adapté et en reprend certains éléments : la nécessité d'envoyer un message ou la présence d'Elliott et des « méchants » scientifiques,,. Le jeu met en scène E.T., personnage joueur, son ami Elliott, des agents du FBI et des scientifiques,. L'action du jeu se déroule dans un décor boisé et verdoyant, imitant celui du début du film. L'émetteur ressemble en réalité à un téléphone, ce qui fait écho à la célèbre réplique d'E.T. issue du film : « Téléphone maison »,.

### Scénario
Après avoir été déposé sur Terre par un vaisseau spatial, E.T. l'extra-terrestre doit trouver un moyen de rentrer chez lui. Pour cela, il lui faut envoyer un message vers l'espace afin de prévenir ses congénères pour qu'ils viennent le secourir. Il doit donc retrouver les différentes pièces nécessaires disséminées sur la carte pour reconstituer l'émetteur qui lui permettra d'envoyer son SOS. Face à lui, un scientifique curieux voulant étudier E.T. et un agent du FBI tentent de le capturer. Néanmoins, pour pouvoir accomplir sa tâche, E.T. reçoit l'aide d'Elliott, un jeune garçon,,.

## Système de jeu
E.T. the Extra-Terrestrial est un jeu d'aventure affiché dans une vue de dessus grâce à un enchaînement d'écrans fixes. Lorsque le personnage joueur se déplace et sort du champ d'un écran, un autre écran fixe est affiché,,. Le joueur dirige E.T. à travers ces écrans à la recherche d'objets, tout en évitant les ennemis,,. La zone de jeu pouvant être parcourue par le personnage est composée de six écrans distincts. Cet univers est une sorte de cube en trois dimensions. Le premier écran, le sommet situé au nord des quatre écrans de jeu principaux, correspond à la forêt où E.T. a été déposé par son vaisseau. Les quatre écrans principaux sont quant à eux parsemés de puits de tailles variables,,,. Enfin, la dernière face affichée sur la base, au sud des quatre écrans, présente trois bâtiments que sont les bureaux du FBI, l'hôpital et la maison d'Elliott.

Cet univers est en réalité une sorte de dé à six faces en trois dimensions (reproduction de l'univers du jeu, vision artistique).

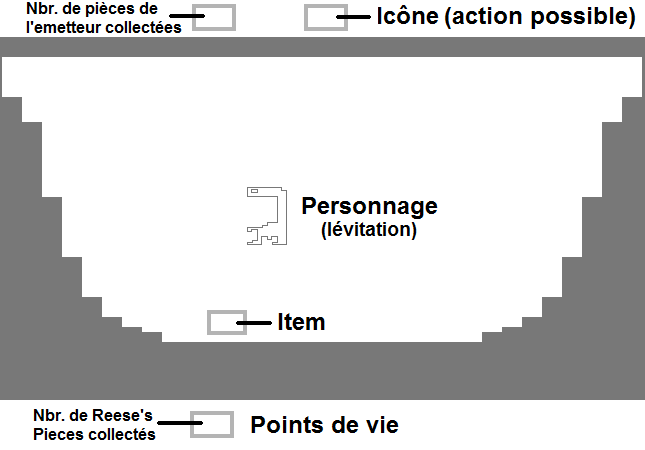
Reproduction de l'interface graphique d'un puits.

Dans cet univers, le joueur incarne E.T. à la recherche des trois pièces de l'émetteur qui lui permet de communiquer avec son vaisseau,,. Celles-ci sont réparties aléatoirement dans des fossés appelés « puits », situés sur la série des quatre écrans. C'est en sautant dans ceux-ci que le joueur peut les explorer afin de trouver ces objets ou des vies supplémentaires. Pour sortir d'un puits, le joueur doit faire léviter son personnage,,. Il peut également collecter jusqu'à neuf Reese's Pieces, des bonbons au goût de beurre de cacahuètes, également présents dans le film, ici utilisés entre autres comme item de soin. Ceux-ci sont représentés par des petits points à l'écran, qui figurent sur les quatre écrans comportant des puits. Quand le joueur possède neuf Reese's Pieces, il peut utiliser l'option Call Elliott,,. Le joueur peut ainsi faire appel à son ami Elliott qui le rejoint. Ce dernier peut collecter les Reese's Pieces, effrayer et faire fuir les ennemis, trouver des pièces de l'émetteur, puis retourner dans sa maison et donner des points supplémentaires si l'émetteur est déjà reconstitué,,. Le joueur doit éviter de toucher ses ennemis, un scientifique qui veut le capturer pour le ramener à l'hôpital et un agent du FBI qui essaye de lui confisquer les objets récoltés,,.
Chaque zone, ou écran, permet au joueur d'accomplir une action particulière, indiquée par une icône en haut de l'écran de jeu. Ainsi, il peut par endroit détecter les objets, se téléporter vers une autre zone ou renvoyer les ennemis à leur point de départ,,. Chaque action ou déplacement d'E.T. fait diminuer le total de points de vie du personnage. En début de partie, celui-ci possède 9 999 points de vie. Avancer, tomber dans un trou ou effectuer une action fait perdre un point de vie. Ces points peuvent être régénérés en mangeant des Reese's Pieces. Enfin, quand ils sont réduits à zéro, E.T. perd une vie. Son ami Elliott fait alors son apparition et le régénère en utilisant une vie,,. Le joueur possède au départ trois vies, quatre s'il obtient un objet supplémentaire, un bouquet de fleurs,. Par ailleurs, le jeu offre plusieurs niveaux de difficulté permettant d'intégrer au gameplay seulement E.T. et Elliott, ou de rajouter le FBI, puis le scientifique,,.
Quand les trois éléments de l'émetteur sont réunis, E.T. réussit à envoyer son message dans la zone d'appel, matérialisée par une icône spéciale en haut de l'écran et doit rejoindre en moins de quinze secondes la zone d'atterrissage du vaisseau-mère,,. Il repart alors vers les étoiles, le score est calculé et les Reese's Pieces conservés rajoutent un bonus de points. Le jeu recommence alors au même niveau de difficulté, en conservant le score du joueur, mais les pièces de l'émetteur sont placées aléatoirement à d'autres endroits,,.

## Développement

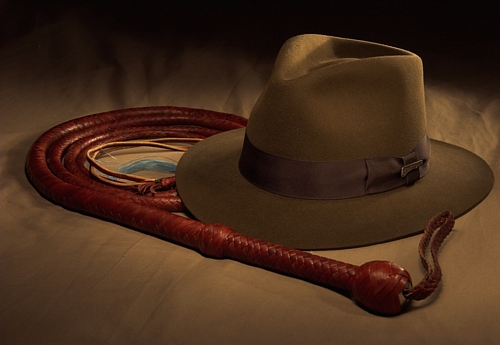
Avant de plancher sur E.T. the Extra-Terrestrial, Howard Scott Warshaw développe deux jeux sur Atari 2600 qui vont devenir des succès, Star Castle et Raiders of the Lost Ark.

### Warshaw, un succès immédiat
Howard Scott Warshaw, diplômé d'un Master en ingénierie informatique, travaille chez Hewlett-Packard mais ne s'y plait pas, relégué uniquement à des tâches ennuyeuses. Il décide de tenter sa chance chez Atari à la fin de l'année 1980, où il est embauché en janvier 1981, grâce à un ami qui lui signale une opportunité d'embauche. Celui-ci travaille tout-d'abord sur l'adaptation du jeu d'arcade Star Castle sur la console Atari 2600, un  jeu à affichage vectoriel édité en 1980 par Cinematronics. Cependant, les limitations techniques de la plate-forme de jeu ne lui permettent pas d'envisager un portage fidèle, il opte donc pour une adaptation. Ce projet nommé Time Freeze devient rapidement le jeu Yars' Revenge, un grand succès pour Atari et ce nouveau développeur,. À cette époque, Warshaw travaille sur un système VAX pour compiler et assembler, puis télécharge le code dans un émulateur pour l'exécuter, le patcher et le déboguer.
Fort de cette réussite, Warshaw se voit confier une tâche délicate, l'adaptation en jeu vidéo du film Les Aventuriers de l'arche perdue, sous le titre Raiders of the Lost Ark, publiée sur Atari 2600. Durant le développement, lorsque Warshaw présente le jeu à Spielberg en juillet 1982, ce dernier lui indique être déjà en train de penser à l'adaptation de son dernier succès, E.T. l'extra-terrestre. Quand Warshaw met cinq mois pour développer son premier jeu, il lui en faut sept pour réaliser ce qui devient également un succès commercial. Ceci représente une période suffisamment longue pour permettre de développer un jeu de qualité, pour lequel les joueurs se déplacent en masse pour l'acheter. C'est donc la deuxième réussite pour Warshaw en seulement deux jeux, chacun ayant totalisé plusieurs millions de ventes.

### Un accord de licence irréaliste
Dès sa sortie au mois de juin 1982, le film E.T. l'extra-terrestre est un énorme succès dans les salles américaines. Grâce à celui de Raiders of the Lost Ark, Steve Ross, président de Warner Communications alors maison-mère d'Atari, parvient à débuter des négociations avec le réalisateur Steven Spielberg et les ayants droit (Universal Pictures) pour acheter les droits pour l'adapter en jeu vidéo,. Universal Pictures, qui détient la licence du film, vient de lancer sa propre division de jeu vidéo, mais elle se tourne vers Atari, qui peut produire un jeu mieux fini et plus rapidement, avant les fêtes de Noël. Le choix d'Atari est dû aussi au fait que les négociations pour l'obtention de la licence avaient débuté avant la création de cette division. De plus, Warner Communications a déjà obtenu les droits d'adapter les franchises Star Wars au début de l'année 1982 pour le compte d'Atari.

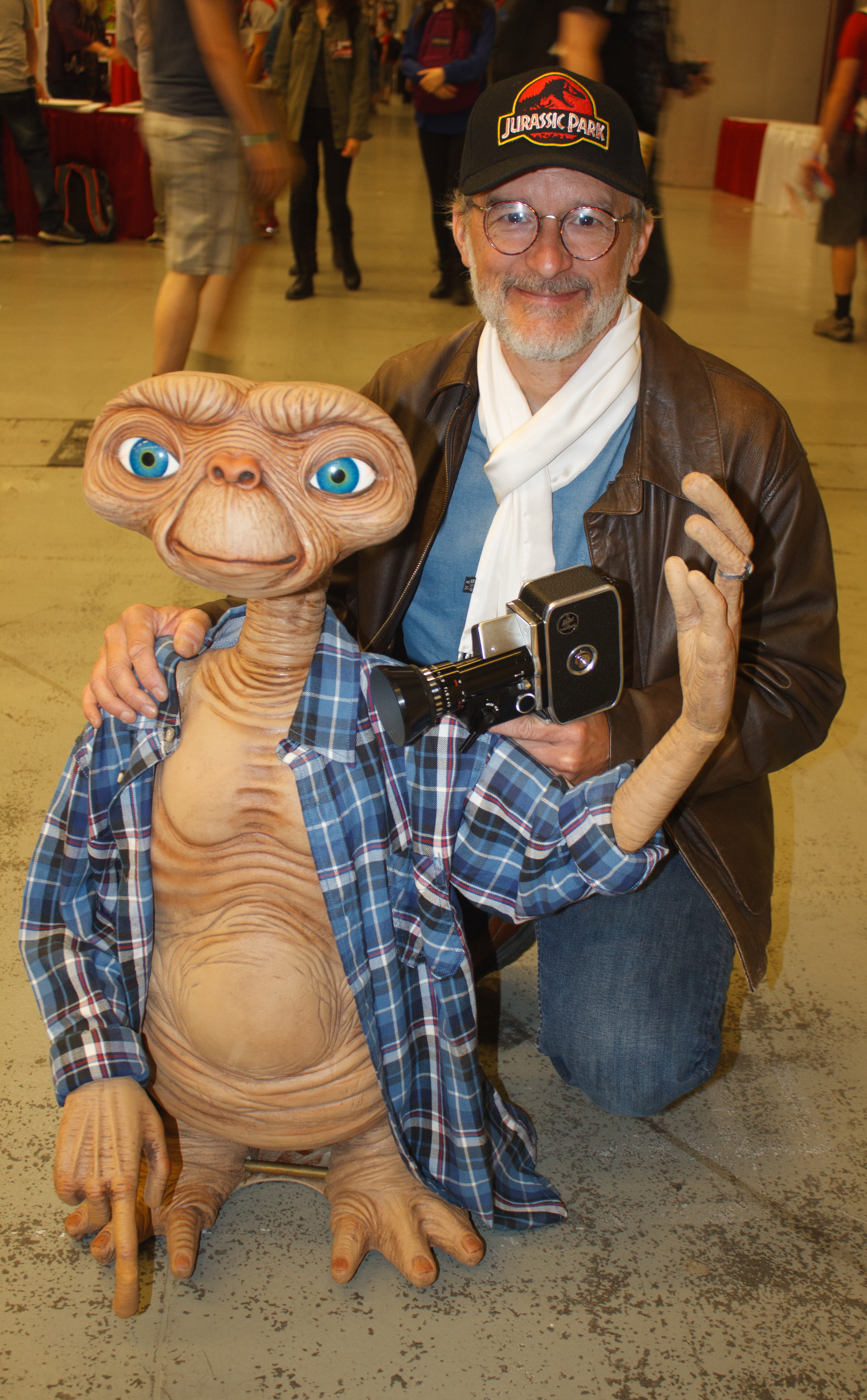
Steven Spielberg a cédé les droits d'adaptation du film E.T. l'extra-terrestre à Atari pour 25 millions de dollars.

Un soir, alors qu'il dîne en famille, Ray Kassar, alors président d'Atari, reçoit un appel téléphonique de Ross, qui lui fait part de son accord « d'une importance capitale » en vue de produire un jeu  E.T.,. Kassar réagit immédiatement et négativement en précisant que l'idée est stupide et qu'Atari n'arrivera jamais à concevoir un jeu d'action sur un tel film. Cependant, Ross est le seul décisionnaire et Kassar ne peut qu'accepter. Warner Communications obtient donc les droits exclusifs pour vendre des jeux vidéo sur borne d'arcade et sur consoles de jeux basés sur le film (l'accord est dévoilé publiquement le 18 août 1982). Atari débourse près de 25 millions de dollars, une somme colossale pour cette époque et des coûts relatifs à un jeu vidéo (dès cette époque, les montants de la transaction rapportés varient entre 10 et 25 millions),,,,,,,.

« Je pense que c'est une idée stupide. Nous n'avons jamais réellement fait un jeu d'action à partir d'un film. »

— Ray Kassar
Auparavant, Pac-Man sort en mars 1982 sur Atari 2600 : c'est une « débâcle ». Le jeu reçoit des critiques très négatives. De plus, près de 12 millions de copies sont produites alors que seulement 10 millions de consoles ont été achetées. Finalement, 7 millions de cartouches sont vendues, laissant un stock important ; toutefois, ce chiffre de ventes est phénoménal et le jeu reste tout de même la meilleure vente Atari cette année-là. Ross espère pourtant une progression des ventes d'Atari de 50 % pour le dernier trimestre de l'année 1982 grâce à l'adaptation d'E.T.,. De plus, Atari doit regagner des parts de marché, notamment face à la concurrence, comme le Commodore 64, qui offre un plus large choix de fonctionnalités que le simple fait de jouer.
Kassar ressent de la tension chez son patron lorsqu'il lui dévoile le montant des transactions. Ce dernier lui précise que le jeu doit être prêt pour Noël 1982 ; Kassar lui rétorque alors qu'il faut six mois de production entre la livraison des composants pour les cartouches et la programmation. Pourtant, Ross a promis la commercialisation du jeu à Spielberg pour le Noël qui se prépare, si bien qu'il ne reste en réalité que six semaines à Atari pour développer un concept, fabriquer le jeu, réaliser un packaging et promouvoir le produit final.
Malgré l'ampleur de la tâche, Kassar sait qu'il doit mener ce projet à bien, dans ce contre-la-montre qui s'impose à lui. Ce qui l'effraie encore plus, c'est la commande surréaliste de Ross, qui exige la production de 5 millions de cartouches sans aucune étude de marché. Kassar défend sa position en vain, car la direction ne déroge pas à ses décisions, dans la mesure où la création de ces 5 millions de copies fait partie de l'accord.

« Steve, t'es fou ! Nous ne pouvons pas créer cinq millions de cartouches sans effectuer une étude de marché ! »

— Ray Kassar

### Un concept original

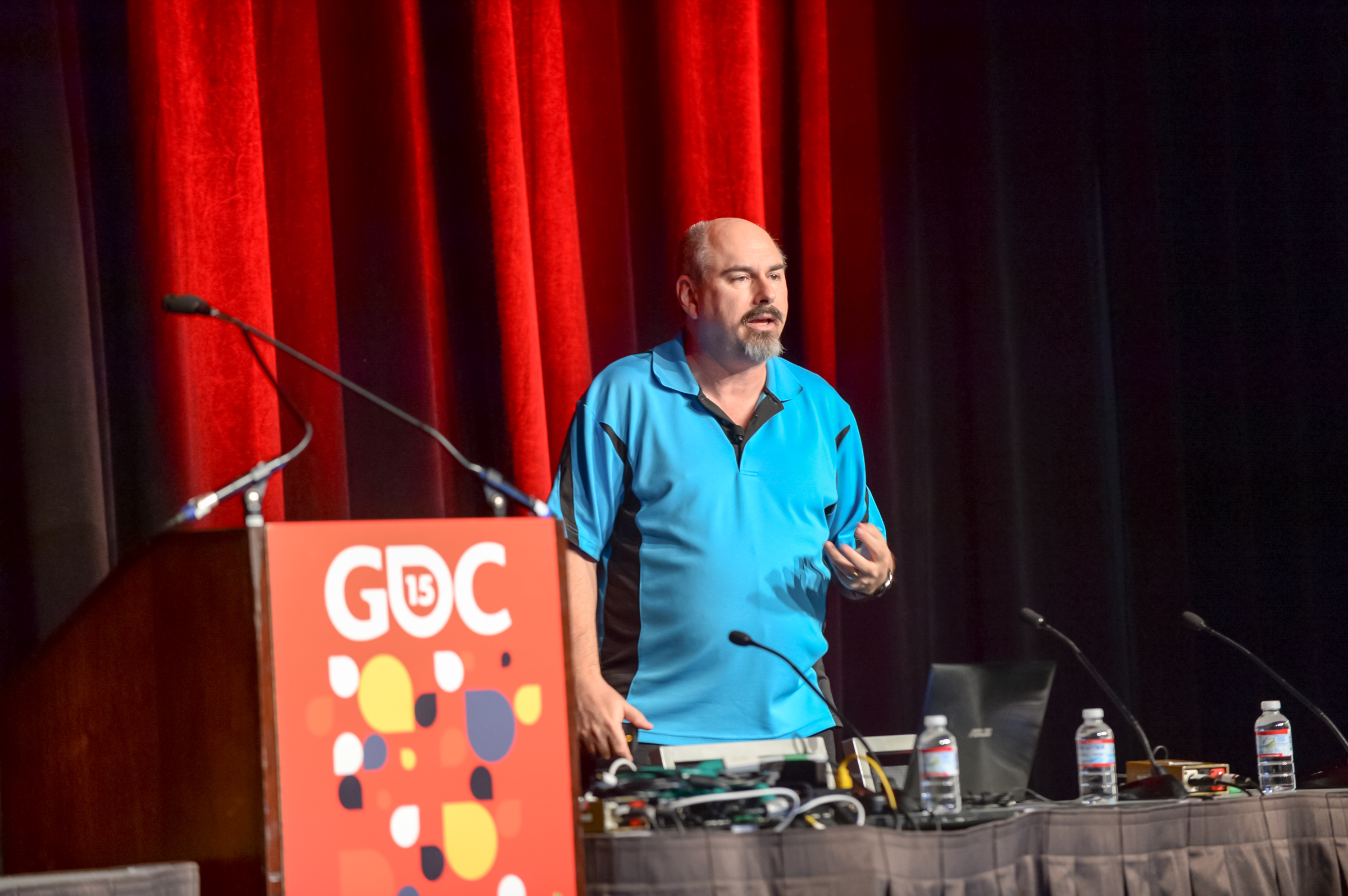
Howard Scott Warshaw, lors de la Game Developers Conference 2015.

Ray Kassar propose la conception de ce jeu à de nombreux développeurs chez Atari mais tous refusent à cause du planning irréaliste et de la pression d'un tel développement, compte-tenu des attentes très élevées autour de ce projet,. Le président d'Atari se tourne alors vers celui qui vient de réaliser des prouesses, Howard Scott Warshaw, avec qui il est en très bons termes, pour lui proposer le projet dont l'objectif est de présenter le jeu terminé pour le 1er septembre 1982. Kassar l'appelle depuis l'hôtel de Monterey où se sont déroulées les négociations. Kassar se permet de parler directement au concepteur, les deux hommes ayant déjà communiqué et se connaissant déjà un peu. « Faisable » répond Warshaw qui lui donne son approbation, « à condition qu'[ils] trouvent le bon accord ». Pour Warshaw, Kassar s'adresse à lui car il sait pertinemment qu'il va accepter. Il précise qu'au cours de cet entretien qui ne dure que trois minutes le 27 juillet 1982 — les premiers témoignages d'Howard Scott Warshaw relatent la date du 23 juillet 1982, mais tous ses témoignages ainsi que les observateurs affirment depuis les années 2010 la date du 27 juillet — que Steven Spielberg le recommande expressément à Kassar car il est admiratif du travail qu'il a précédemment effectué sur Raiders of the Lost Ark, l'adaptation en jeu vidéo de son film Les Aventuriers de l'arche perdue. Durant le développement de ce dernier, le cinéaste passe d'ailleurs régulièrement à cette époque dans les locaux d'Atari pour s'enquérir de l'état d'avancement du projet. De son côté, Warshaw voit dans ce projet irréaliste un défi, l'opportunité de réaliser quelque chose d'innovant sur Atari 2600 avec une franchise de premier plan qu'il a pu apprécier sur grand écran,.
En raison du temps considérable que le studio passe à négocier la sécurisation des droits de la licence avant de pouvoir commencer le développement du jeu, il ne reste plus que cinq semaines et demie pour le terminer avant le 1er septembre, date limite pour permettre le lancement de la phase de production du jeu avant la période d'achat de Noël. Le processus de développement débute donc le 27 juillet 1982. Durant son appel, Kassar demande à Warshaw de se rendre à l'aéroport international de San José deux jours plus tard pour y rencontrer Steven Spielberg dans les locaux de son entreprise. Il utilise ces deux jours pour réaliser le concept du jeu, segmenté en quatre idées : monde, objectif, chemin pour atteindre l'objectif et obstacles. Dans Raiders of the Lost Ark, le gameplay est surtout porté vers l'action alors que pour E.T., Warshaw veut apporter « une patte plus sentimentale, plus émotionnelle ». Il conçoit le jeu sur une partie du scénario du film avec l'espoir de retranscrire les sentiments qu'il a ressentis lorsqu'il l'a regardé, mais il doit se limiter à cause de l'extrême brièveté du temps imparti au développement. La volonté de Warshaw est de concevoir plusieurs personnages distincts, chacun possédant un comportement propre, avec des graphismes assez bons pour que ceux-ci puissent être crédibles. Afin d'apporter de la nouveauté dans le jeu vidéo de cette époque, Warshaw imagine un univers à six faces, une sorte de cube en trois dimensions, dans lequel il est possible de faire évoluer le personnage et rechercher différents items permettant de reconstituer un appareil téléphonique destiné à être utilisé par E.T., lui offrant la possibilité de communiquer avec ses congénères et de rentrer chez lui,. Pour Warshaw, les obstacles sont les adultes qui tentent d'empêcher le personnage joueur de récupérer les différents éléments. Mais, il sent qu'il manque quelque chose et décide d'imposer une contrainte de temps pour les ramasser. Il ajoute également une autre idée pour enrichir le gameplay en cachant les objets dans des puits qu'il invente pour l'occasion.
Après ces deux jours, Warshaw et quelques personnes d'Atari prennent un avion pour San José pour se rendre dans les bureaux de Spielberg,. Parmi eux, figurent Skip Paul, un conseiller juridique et Lyle Rains, le concepteur qui doit réaliser la version arcade du jeu. Warshaw est excité par la rencontre avec le réalisateur mais ressent une certaine pression devant l'enjeu. Cependant, Spielberg est loin d'être enthousiasmé par le concept original que lui présente le jeune concepteur de chez Atari,. Le réalisateur écoute attentivement puis demande finalement s'il n'est pas préférable de réaliser un jeu ressemblant à Pac-Man à un Warshaw intérieurement médusé,. Finalement, ce dernier estime que cette option conduirait à la création d'un jeu trop classique et poursuit avec son concept original qui, selon lui, parvient à capturer tous les sentiments qu'il a décelés dans le film,.

« Ne pourriez-vous pas faire quelque chose ressemblant à Pac-Man ? »

— Steven Spielberg

« [...] Non. Vous pensez que vous pourriez refaire encore E.T. ? Pourriez-vous refaire à nouveau le même film ? »

— Howard Scott Warshaw
Rétrospectivement, Warshaw admet que Spielberg avait probablement raison,. Il ajoute également que la façon dont il a conçu les puits est un mauvais choix et concède qu'il aurait réalisé cet aspect différemment avec plus de recul.
Le concept et le game design du jeu prennent finalement deux jours au bout desquels Warshaw présente l'idée à Kassar qui donne rapidement son feu vert avant d'établir un planning sur cinq semaines pour écrire, déboguer et documenter le code source original,. Atari comprend également que le projet présenté par Warshaw est tout ce qu'il peut réaliser en seulement cinq courtes semaines. Selon Warshaw, au début du développement, il règne une certaine jalousie de la part de ses collègues vis-à-vis de lui, dans la mesure où il a déjà travaillé avec Steven Spielberg sur l'adaptation d'Indiana Jones. Warshaw débute la programmation au tout début du mois d'août. Pendant un mois, il ne vit que pour E.T., dormant très peu et installant même tout le matériel nécessaire pour travailler à domicile, s'accordant très peu de séances de repos,. Lors d'une réunion, Warshaw se lève et propose le projet à ses collègues en indiquant la date butoir mais personne ne veut le faire. Cependant, Warshaw n'est pas seul à travailler sur le jeu. Il écrit environ 6,5 ko du code et les 1,5 ko restants sont réalisés par Jérôme Domurat, un ami proche de Warshaw, concepteur graphique chez Atari. À cette époque, le développement d'un jeu vidéo chez Atari sur 2600 est réalisé à trois, un programmeur, un graphiste et une personne qui réalise la partie audio. Warshaw implémente une seule ligne de code pour gérer la résolution d'affichage dans le but de conserver le maximum de place disponible pour les graphismes,.
La fabrication des cartouches prend dix semaines,. Les artworks de la jaquette sont réalisés par Hiro Kimura. Il évoque une durée de travail plus courte qu'à l'accoutumée, un peu moins de deux semaines. Tout d'abord, Atari loue une salle de cinéma pour réaliser une séance de visionnage privée du film. Mais Kimura rencontre certaines difficultés dans la mesure où pour lui, il n'existe pas de photo du film sur laquelle se baser. Il retourne donc au cinéma et prend une photo de l'écran. Il peut ainsi réaliser un dessin que Spielberg lui demande légèrement d'adapter. Steven Spielberg participe à la conception du jeu,,, : dès le début du processus de création, il demande à Warshaw qu'Elliott ait un rôle important dans le jeu. Le programmeur lui donne donc la responsabilité de sauver E.T.. Spielberg propose également l'idée qu'Elliott redonne de l'énergie à E.T. lorsqu'il n'en a presque plus.

### Un travail honorable, mais une catastrophe en devenir
Finalement, Warshaw conçoit le jeu avec une complexité de développement raisonnable par rapport au temps qui lui est imparti pour le réaliser. Il précise qu'il a programmé le jeu treize fois plus vite que le temps moyen mis à cette époque pour le faire. En raison de contraintes de temps, Atari décide de ne pas faire de test du jeu sur le public avant sa sortie, trop confiante et éblouie par les chiffres de ventes démentiels de Pac-Man sur Atari 2600,,. « C'était un vrai désastre ! » déclare Kassar, dévoilant qu'aucun programmeur ni employé d'Atari n'aime le jeu. De son côté, Warshaw estime qu'il a réalisé un travail plutôt honorable compte tenu des contraintes de temps et de technique. Pour lui, la réalisation de ce jeu est « un défi technique qu'[il] pense avoir raisonnablement relevé » et, selon lui, personne n'a réalisé de jeu en moins de six mois pour cette console ni même un jeu proche de ce rendu,. Il est bien conscient que ce n'est peut-être pas le meilleur jeu pour cette console, « mais ce n'est pas si mal pour un jeu développé en cinq semaines » et « certainement pas le plus mauvais jeu vidéo ou le moins bien fini », d'autant plus que c'est un jeu complètement original.
Le jeu est finalement commercialisé le 2 décembre 1982,. Un document interne d'Atari indique la production de 2,5 millions de cartouches en 1982 suivi d'un million supplémentaire durant la période 1983-1984. Le chiffre de 4 millions de cartouches est par la suite confirmé par de nombreux médias (sur les 5 initialement prévus),,,. Le jeu d'arcade initialement prévu est annulé, faute de temps pour le concevoir.

Pour son travail sur E.T., Warshaw reçoit de la part d'Atari un salaire de 200000 dollars et un voyage tous frais payés à Hawaï.

Pour son travail sur ce jeu, Warshaw reçoit de la part d'Atari un salaire de 200 000 dollars et un voyage tous frais payés à Hawaï. Par ailleurs, E.T. the Extra-Terrestrial est le premier jeu vidéo à créditer un graphiste, au travers d'un easter egg contenant les initiales de celui-ci : J. D. pour Jerome Domurat. Warshaw, comme à son habitude, cache également ses propres initiales dans le jeu,. Comme dans la plupart de ses jeux, il place également des éléments des précédents jeux, cachés et pouvant être affichés dans des conditions particulières.

## Accueil

### Contexte commercial avant la publication
L'attente pour  E.T. the Extra-Terrestrial est élevée en cette fin d'année 1982 et c'est un cadeau de Noël recherché. Avant la sortie, en octobre, Newsweek estime que ce jeu va devenir le « plus gros coup » d'Atari qui devrait consolider sa place de leader sur le marché mondial du jeu vidéo en plaçant l'Atari 2600 loin devant la concurrence. Début décembre 1982, The New York Times déclare que les jeux vidéo basés sur des films à succès, en particulier E.T., deviendront « une source de plus en plus rentable » pour le développement de jeux vidéo. Selon le magazine Vidiot, le jeu bénéficie d'« un marketing poussé, qui martèle chaque soir à la télévision une publicité réalisée par Steven Spielberg ». Une campagne publicitaire télévisée vante le jeu pendant plusieurs semaines. Spielberg intervient lui-même dans une vidéo promotionnelle et Warshaw en assure également la promotion. Même avec ce jeu développé dans l'urgence, Atari anticipe d'énormes ventes du fait de la popularité du film et de l'explosion de l'industrie du jeu vidéo en 1982. Emanual Gerard, alors directeur général chez Warner Communications, suggère plus tard que l'entreprise a été induite en erreur par une sensation de sécurité causée par le succès de ses précédents titres comme le portage sur Atari 2600 de Pac-Man qui s'est jusque-là extrêmement bien vendu (7 millions d'unités sur 12 millions produites) en dépit d'un mauvais accueil par la critique,,. À cette époque chez Atari, il est courant d'entendre l'adage selon lequel « nous pouvons publier n'importe quoi et cela se vendra ». De plus, Atari espère que le jeu se vendra bien tout simplement parce qu'au mois d'octobre, ils demandent encore à leurs détaillants de commander au moins un an à l'avance. À cette époque, Atari domine le marché du software et du hardware mais par moments, l'entreprise est incapable d'honorer toutes ses commandes. Les détaillants commandent de fait plus que ce qu'ils s'attendent à recevoir et à vendre étant donné l'attente. C'est quand de nouveaux jeux concurrents arrivent sur le marché qu'Atari reçoit de manière inattendue un grand nombre d'annulations de commandes,,. InfoWorld attribue également ces annulations aux changements introduits par Atari. Le 1er novembre 1982, Atari informe ses détaillants que leurs contrats sont annulés et que des accords exclusifs seraient conclus avec des distributeurs sélectionnés, ce que l'entreprise n'avait pas anticipé ; les détaillants floués retournent alors les cartouches invendues à Atari.

### Critiques lors de la sortie
Le film E.T. reçoit un très bon accueil lors de sa sortie mais ce n'est pas le cas de son adaptation en jeu vidéo. L'accueil d'E.T. the Extra-Terrestrial est globalement mitigé, sans pour autant qu'il soit désigné comme le plus mauvais jeu vidéo de l'histoire à ce stade. Il est unanimement critiqué pour la simplicité de son gameplay le destinant aux plus jeunes joueurs, alors que tous les autres pourraient ne pas y trouver leur compte. Certains observateurs aiment le jeu mais d'autres n'apprécient pas les mécanismes de gameplay mis en place dans un jeu trop rapidement produit. Les avis concernant les visuels sont partagés, une partie les jugeant vieillots, fades ou crénelés et l'autre les considérant comme les meilleurs de la plate-forme Atari 2600 techniquement limitée.

« Il n'y a rien à recommander dans ce jeu pour des adultes. »

— Electronic Games
Pour Video Games, le jeu est « vraiment » destiné aux plus jeunes joueurs. Computer and Video Games juge la difficulté aussi élevée que celle du jeu Raiders of the Lost Ark mais estime que le jeu n'en atteint pas le niveau de qualité global. En 1984, le magazine constate qu'il pèche sur certains aspects, évoquant une superficialité provoquée par une sortie précipitée. Il ajoute que certains pourraient l'apprécier mais qu'« il existe de bien meilleures aventures disponibles sur la console Atari 2600 ». Finalement, le magazine conclut que les passionnés de jeux d'aventure et les fans les plus âgés du film vont « grincer des dents » bien que le « jeu puisse plaire aux plus jeunes ». New York le déclare comme « perdant » face à d'autres jeux comme Donkey Kong et Frogger. Electronic Games juge les mécanismes de jeu mal conçus et se demande pourquoi avoir dépensé tant d'argent pour obtenir la licence du film et en tirer un jeu aussi « médiocre ». JoyStik estime que le gameplay est destiné à un public âgé de 6 à 11 ans et conseille aux autres joueurs d'éviter le jeu. Electronic Fun with Computers and Games relève aussi le problème de cible des joueurs, trop jeunes. Le magazine critique le système de zones et d'action qu'il estime peu clair ainsi que le système de score qu'il juge trop compliqué et trop « lourd » à cause des pénalités et des rajouts de points pas vraiment expliqués. Il qualifie d'« exaspérant » le problème de jouabilité lorsque E.T. retombe parfois irrémédiablement dans les puits alors que le joueur tente pourtant de l'en faire sortir. Le magazine signale que le manuel du jeu indique qu'il faut aller à gauche ou à droite quand l'écran change à la sortie des puits pour éviter ce désagrément mais note que cela n'a aucun effet la plupart du temps. Plutôt que de focaliser ses critiques sur ce gameplay très particulier et des « faiblesses évidentes », Arcade Express préfère penser que le jeu a été conçu spécialement pour le plus jeune public. Pour Vidiot, le jeu n'est pas si facile avec ses ennemis qui tentent d'attraper le personnage. Le magazine estime que le jeu n'a pas énormément de faiblesses mais concède qu'il aurait été meilleur avec un peu plus de temps de développement. Il relève également le problème « frustrant » de la sortie compliquée des puits. Comme Vidiot, Tilt apprécie le jeu et le juge destiné aux plus jeunes. Creative Computing, comme tous les autres médias, juge le jeu destiné aux très jeunes joueurs et le qualifie de « décevant ».
JoyStik qualifie les graphismes d'E.T. de « mignons », ressemblant à « une version diminuée de ceux de Superman » sorti en 1979 sur la même plate-forme et estime que sur cette plate-forme, les graphismes n'ont pas beaucoup progressé depuis longtemps. Le magazine précise qu'ils sont « toujours aussi fades et crénelés ». TV Gamer remarque que les visuels d'Elliott ne sont pas fidèles au film puisque dans le jeu il porte un pull rayé et un jean. Pour Electronic Fun with Computers and Games, Atari n'a jamais fait mieux visuellement. Arcade Express qualifie les graphismes de relativement simples. Electronic Games les juge grossiers, tout comme Creative Computing, qui les décrit de la même manière.
Dès l'année 1983, l'ouvrage Screen Play relate qu'E.T. n'est pas un gros succès. Electronic Games rapporte dès le mois de mars 1983 que le jeu soulève des controverses inattendues parmi les joueurs dont certains le jugent bâclé et offrant une action trop peu sophistiquée alors que d'autres le défendent pour sa fidélité à l'esprit du film. Electronic Games constate en avril 1983 que le gameplay ne parvient à capturer que les plus jeunes joueurs. En décembre 1983, Videogaming Illustrated qualifie le jeu de « Grinch de l'espace » (rabat-joie) qui a volé le Noël 1982, et indique qu'il ne se vend pas, bien qu'il ait poussé d'autres jeux hors des rayons pour pouvoir être présenté en magasins, un « timing désastreux » pour d'autres entreprises, Imagic par exemple. En 1984, les lecteurs de ST.Game désignent E.T. deuxième plus mauvais programme Atari de 1983 après Congo Bongo. En janvier 1985, Computer Games chronique la suite du jeu, appelée E.T.: Phone Home! et pour désigner ce dernier, le magazine précise : « non, pas l'horrible jeu E.T. ».

### Ventes

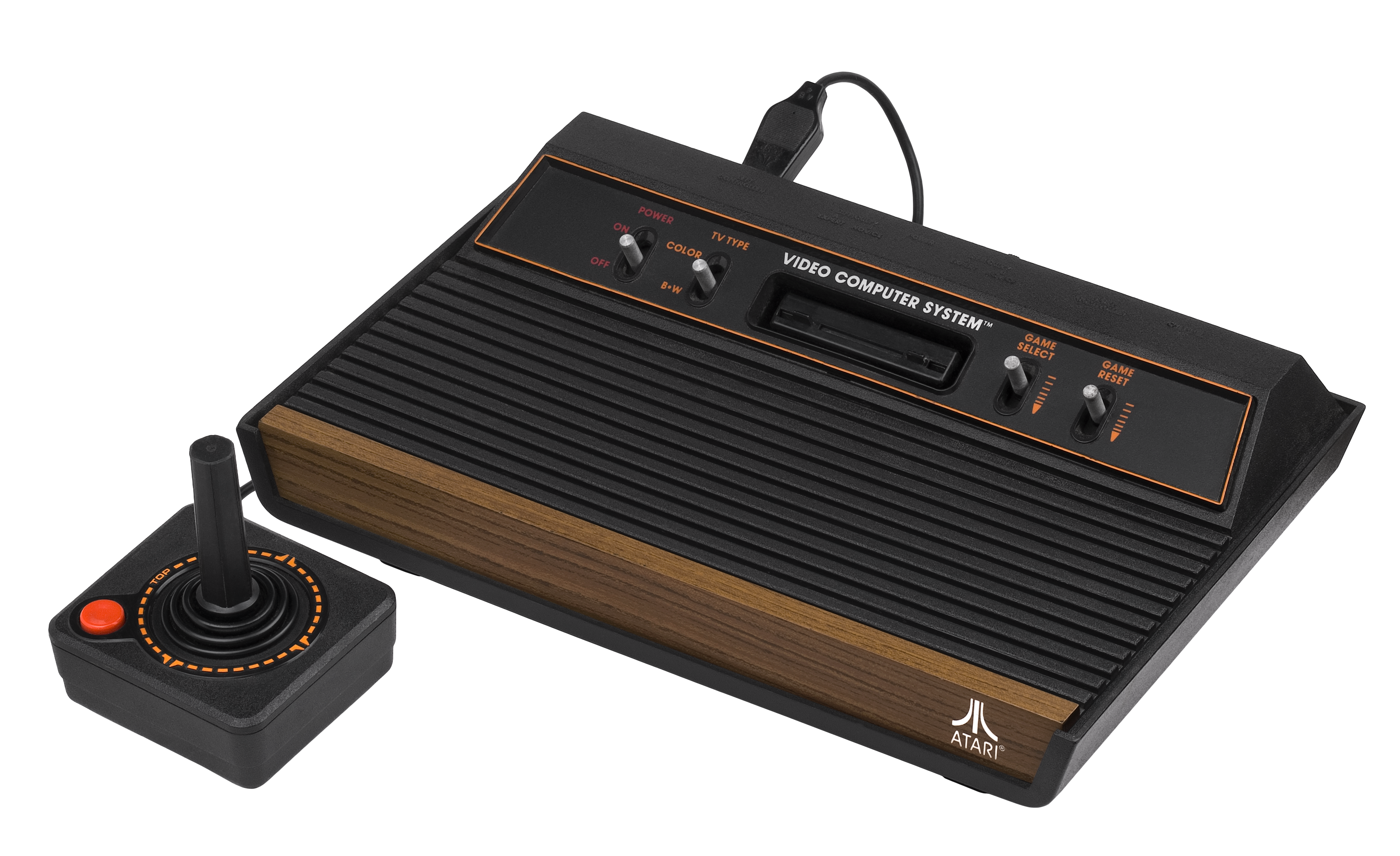
Déjà échaudés par le médiocre portage de la franchise arcade Pac-Man sur l'Atari 2600, les joueurs boudent le jeu E.T. the Extra-Terrestrial.

Au départ, E.T. rencontre un certain succès commercial. Entre décembre 1982 et janvier 1983, il figure en quatrième position du top 15 des ventes de jeux vidéo dans le magazine Billboard. Les ventes démarrent fort mais s'effondrent rapidement, si bien que le jeu se retrouve rapidement soldé. Le volume de vente plus bas que prévu combiné à des stocks excédentaires qui ont généré un événement d'offres et de demandes négatif ont incité les détaillants à baisser régulièrement le prix de vente du jeu. Déjà échaudés par le médiocre portage de la franchise arcade Pac-Man sur l'Atari 2600, les joueurs perdent confiance dans les produits Atari et n'achètent pas E.T. Les autres joueurs deviennent très prudents avant d'acheter et il se propage vite l'information selon laquelle E.T. est encore moins bon que Pac-Man, sorti au début de cette même année. Les joueurs boudent le jeu et Atari n'arrive donc pas à écouler les stocks de millions de cartouches produites dont le prix chute irrémédiablement : une cartouche E.T. se vend finalement au prix d'un dollar. Selon un détaillant, c'est « principalement des grand-mères » qui sont venues acheter le jeu, « un modèle de bouche à oreille affectant les ventes », les jeunes joueurs préférant faire l'acquisition de la meilleure vente du moment, Pitfall!. Pendant l'exploitation du jeu, une rumeur populaire se répand également, indiquant qu'il existe plus de cartouches du jeu que de consoles Atari 2600. Selon Lyle Rains, cette rumeur a vraisemblablement pour origine le fait que les employés d'Atari de l'époque sont largement convaincus que même si le nombre de consoles vendues jusque-là dépasse les 20 millions, leur nombre encore en activité est lui inférieur à celui des cartouches E.T. produites.
Finalement, E.T. the Extra-Terrestrial se vend plutôt bien, mais seulement à 1,5 million de copies sur les 4 millions produites,,,. Entre 2,5 et 3,5 millions de cartouches ne trouvent pas preneur,. Selon Ray Kassar, environ 3,5 millions des 4 millions de jeux produits sont renvoyés auprès d'Atari sous forme de stocks invendus ou de retours clients. E.T. demeure tout de même la huitième meilleure vente de cartouches pour Atari. Malgré les bonnes ventes durant les premières vacances, les détaillants indiquent que les chiffres de vente n'atteignent pas les espérances. Les nombreux retours augmentent la quantité des stocks. Warner Communications exprime également sa déception quant aux chiffres de ventes. Ces millions d'invendus, ajoutés au coût de l'achat irréaliste de la licence E.T. the Extra-Terrestrial, constituent un échec commercial retentissant pour Atari,.

## Postérité

### Effets sur Atari et l'industrie vidéoludique
E.T. the Extra-Terrestrial est souvent cité comme l'un des titres les plus importants de l'histoire de l'industrie vidéoludique,,. Dès janvier 1983, quand Atari admet que le jeu se vend mal, un dirigeant reconnaît que « la leçon E.T. n'est pas inutile pour le secteur ». Le jeu est également cité comme l’une des causes principales de la crise de l’industrie du jeu vidéo de 1983,,. Billboard déclare que le grand nombre d'invendus du jeu ainsi que la concurrence accrue ont incité les détaillants à exiger des programmes de retour officiels auprès des fabricants de jeux vidéo.

Warner Communications, propriétaire d'Atari, scinde et revend l'entreprise en 1984 à la suite des difficultés financières rencontrées par l'entreprise durant le krach du jeu vidéo de 1983.

À la fin de l'année 1982, Atari commence à perdre sa position dominante au fur et à mesure que davantage de concurrents entrent sur le marché,. Le mauvais accueil critique et le manque de stratégie marketing efficace sont certaines des nombreuses explications soulevées, ces deux points conduisant Atari à déclarer de grosses pertes financières. La croissance prévisionnelle du chiffre d'affaires de l'entreprise est initialement estimée à 50 % pour 1983. Cependant, le 7 décembre 1982, Atari annonce que ses revenus ont seulement augmenté de 10 à 15 %,. Le lendemain, la Warner Communications voit le prix de ses actions baisser d'un tiers, passant de 54 à 35 dollars par action, ce qui entraîne une perte de marché de 1,3 milliard. L'entreprise clôt le trimestre avec une baisse vertigineuse de ses bénéfices de 56 %. De plus, 23 minutes avant de divulguer officiellement les résultats d'Atari en deçà des estimations prévues initialement, le PDG d'Atari, Ray Kassar, revend 5 000 actions de la Warner Communications. Kassar est plus tard mis en cause au sujet de cette vente pour des soupçons de délits d'initié mais finalement blanchi par la Securities and Exchange Commission (SEC). En effet, ces 5 000 actions ne représentent en fait qu'une petite partie de son portefeuille d'actions dans cette société. Lavé de tout soupçon, il doit toutefois quitter son poste à la présidence de l'entreprise en juillet 1983. Par la suite, Atari tente de reconquérir des parts de marché en vendant des licences de jeux d'arcade populaires pour les adapter sur consoles Atari. Cependant, ces jeux n'arrivent pas à inverser le déclin de l'entreprise qui voit ses dettes s'accumuler. Les pertes provoquées par E.T., le coût de production du jeu étant estimé à plus de 125 millions de dollars pour seulement 25 millions de revenus, s'ajoutent à d'autres, ce qui amène Atari à déclarer une perte de 536 millions de dollars en 1983,. Par ailleurs, en 1983, l'entreprise réduit ses effectifs de 30 %. D'autres entreprises concurrentes du secteur, Activision, Bally Midway Manufacturing Company et Mattel, obtiennent des résultats similaires alors que le secteur connait un déclin. Les répercussions financières de ces pertes s'abattent l'année suivante sur Atari dont les divisions jeu à domicile et informatique sont scindées et vendues en juillet 1984 à Jack Tramiel qui fonde Atari Corp., Warner Communications ne conservant que le secteur arcade, renommé Atari Games,,,.
GameSpy qualifie E.T. the Extra-Terrestrial comme une des plus grandes erreurs d'Atari, en plus d'être l'un des plus grands échecs financiers du secteur,. Electronic Gaming Monthly considère que la mauvaise qualité du jeu est responsable de la fin de vie de la console Atari 2600. Selon Steven Kent, auteur d'un livre sur l'histoire du jeu vidéo en 2000, peu de temps après l'accueil critique négatif de Pac-Man sur Atari 2600, la tout aussi mauvaise réception d'E.T. a eu un impact négatif sur la réputation et la rentabilité d'Atari. Alexis Blanchet, auteur de l'ouvrage Des Pixels à Hollywood, évoque des choix stratégiques d'Atari qui s'avèrent « malhabiles et ne font qu'enfoncer un peu plus l'entreprise dans la crise ». D'autres auteurs d'ouvrages sur le jeu vidéo comme Nick Montfort et Ian Bogost ont fait des commentaires similaires sur l'effet combiné de ces deux jeux sur la réputation de la société et la réaction du secteur. IGN cite également le jeu comme facteur dans la chute d'Atari et le krach du jeu vidéo de 1983. Le site déclare que la grande quantité de marchandises invendues était un fardeau financier pour Atari et a ainsi mené à son endettement.

### Critiques rétrospectives

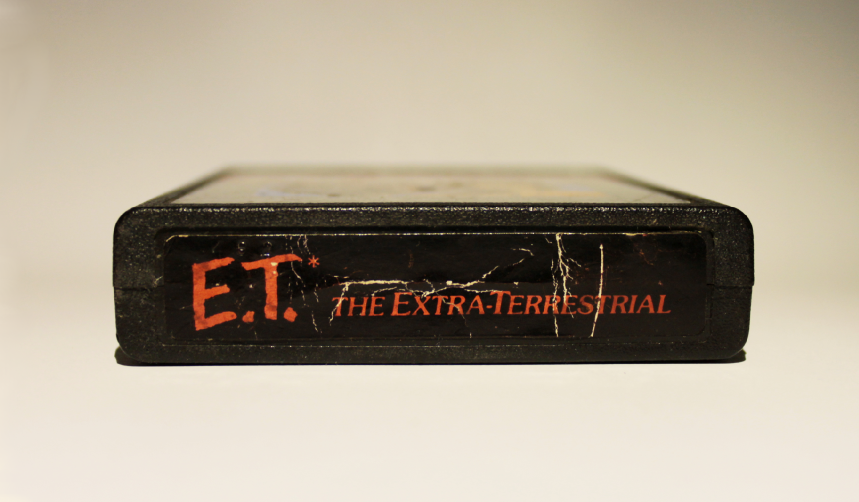
Cartouche du jeu E.T. the Extra-Terrestrial.

Par son aspect iconique représentant la période du krach du jeu vidéo de 1983,,, E.T. the Extra-Terrestrial est régulièrement critiqué et souvent considéré comme l'un des plus mauvais jeux de l'histoire du jeu vidéo. Il est largement décrié pour son intrigue, son gameplay et la qualité de ses graphismes. En 1997, Next Generation évoque un jeu qui est tout sauf divertissant. En 2000, GameSpy qualifie le gameplay d'« alambiqué et absurde » et critique également son scénario pour s'être écarté du ton sérieux du film. Steven Kent rapporte que l'industrie du jeu vidéo juge le jeu « infâme » à cause de graphismes « primitifs », d'un gameplay « ennuyeux » et d'une histoire « décevante ». Le concept des puits est également décrié. En 2002, Electronic Gaming Monthly critique le système de sortie des puits, une action jugée chronophage et trop difficile à réussir sans  retomber dedans. En 2006, PC World rapporte les propos de joueurs qui critiquent « les fossés dans lesquels le personnage tombe et dont il doit, pour en sortir, léviter lentement », ce qui « rend le jeu terriblement monotone ». Un journaliste du magazine Next Generation se rappelle avoir acheté le jeu ; il explique qu'il tomba de suite dans un puits sans pouvoir en sortir ; au bout de la deuxième tentative, il arrêta le jeu et retourna au magasin pour l'échanger. Les graphismes du jeu sont également jugés comme très inférieurs à ceux d'autres jeux de l'époque. En 1997, Next Generation les qualifie de « laids ».

« E.T. the Extra-Terrestrial mérite sa place dans la décharge où il a été enterré. »

— Digital Spy
En 1998, Edge place E.T. the Extra-Terrestrial dans une liste de « désastres numériques ». En 2002, GameSpy place E.T. the Extra-Terrestrial au 7e rang de son top 10 des jeux les plus honteux. En 2002, Electronic Gaming Monthly lui octroie le titre de plus mauvais jeu vidéo de l'histoire, tout comme Michael Dolan, pour FHM, qui lui attribue aussi cette place. En 2006, PC World le classe également premier dans une liste similaire. En 2006, GameTrailers le classe en 2e position de son top 10 des plus mauvais jeux vidéo. En 2007, GamePro place E.T. en 42e position de son top des 52 jeux les plus importants de l'histoire pour son rôle dans le krach de 1983 et la chute d'Atari alors leader du marché, et pour son impact négatif sur l'industrie vidéoludique. 1UP.com le place dans sa liste des cinquante jeux les plus importants dans l'histoire du jeu vidéo, en 13e position, parce qu'il leur semble « représenter la fin du règne d'Atari » et « le début du krach du jeu vidéo du début des années 80 » . Le site l'introduit également en 2012 dans sa liste des 100 jeux essentiels, en 79e position pour « avoir failli causer la mort du jeu vidéo ». En 2014, Le Figaro et Rue89 titrent chacun un article avec l'expression « le pire jeu vidéo de l'histoire »,. En 2015, The Guardian le place dans sa liste des trente plus mauvais jeux vidéo de tous les temps. En 2016, Slate titre un article : « voici l’homme [Howard Scott Warshaw] qui a créé le « pire jeu vidéo de tous les temps ». En 2017, GamesRadar+ le positionne en deuxième de son classement des cinquante plus mauvais jeux vidéo.
E.T. the Extra-Terrestrial est l'un des premiers jeux vidéo basés sur un film. GamePro, GameTrailers et GameSpy citent le jeu comme étant la première adaptation d'un film en jeu vidéo de qualité médiocre,,. GameTrailers le classe en 2007 au deuxième rang des pires adaptations de film en jeu vidéo, après Charlie's Angels. Dans l'ouvrage The Art of Game Worlds, Patrick O'Luanaigh de SCi Games le désigne comme la catastrophe la plus célèbre des jeux vidéo inspirés par le cinéma ainsi que dans l'industrie vidéoludique. GamePro le décrit comme l'un des « jeux qui ont changé le monde » ; pour le rédacteur, E.T. établit la norme selon laquelle « les adaptations de films en jeux vidéo sont nulles » ; il poursuit en indiquant que par la suite, les autres éditeurs adoptent d'autres pratiques de marketing en sortant leur jeu en même temps que le film correspondant. Le magazine classe le jeu comme deuxième plus mauvais jeu vidéo de tous les temps basé sur un film et conclut qu'un gameplay de piètre qualité peut entraîner le mauvais accueil critique d'une bonne licence. Next Generation estime justement qu'E.T. établit « malheureusement » un standard que « les quelques jeux inspirés des films doivent dépasser ».
De son aveu, Warshaw est un peu sonné quand les critiques arrivent et c'est un moment un peu difficile pour lui. Cependant, il accepte et comprend tout à fait ces critiques sur le jeu dans la mesure où elles sont principalement fondées, d'autant plus que de nombreux joueurs comme la presse n'aiment pas le jeu et partagent cet avis. Pour lui, le film E.T. permet de ressentir des émotions très fortes ; il pense donc que les joueurs n'ont pas apprécié le jeu, non parce que le jeu est foncièrement mauvais mais parce qu'ils n'ont pas éprouvé autant d'émotions que sur grand écran. Il n'exprime pas vraiment de regret pour le rôle qu'il a joué dans cette adaptation d’E.T. et pense avoir créé un bon jeu compte tenu du temps dont il disposait. Pour lui, le jeu aurait été différent s'il avait eu plus de temps et certaines critiques auraient pu être évitées,,. La piètre qualité du jeu est souvent expliquée a posteriori par la période de développement trop courte pour réaliser un jeu de qualité,,,. Pour PC World, le simple fait de jouer au jeu permet de confirmer cet aspect. GameSpy critique le travail de conception réalisé par Warshaw. Mais IGN préfère penser que le « calendrier incroyablement serré » exonère Warshaw de toute faute dans le développement du jeu. De l'avis du site, si E.T. et Pac-Man peuvent être considérés comme de mauvais jeux trop surmédiatisés, ils ne peuvent être tenus responsables de la chute d'Atari, provoquée plutôt par une série de décisions inadéquates. Par ailleurs, certains médias et joueurs défendent E.T. the Extra-Terrestrial,,, comme Polygon, tandis que certains ne le placent pas dans leur liste des plus mauvais jeux de l'histoire, comme Maxim et Business Insider,. Selon Pix'n Love, malgré le « titre énigmatique » de symbole du krach de 1983, E.T. est très loin d'être le plus mauvais jeu. Pour Kotaku, il ne l'est « probablement pas ».

« Est-ce qu'E.T. est vraiment le pire jeu de tous les temps ? Probablement pas… »

— Kotaku

### Légende urbaine, fait historique
E.T. the Extra-Terrestrial est également lié à un événement particulier. En septembre 1983, l’Alamogordo Daily News, un journal local de la ville d'Alamogordo au Nouveau-Mexique, rapporte dans une série d'articles qu'entre dix et vingt semi-remorques remplis de cartouches et de consoles provenant d'un entrepôt Atari à El Paso ont été déchargées, de nuit et discrètement, et leur contenu enterré dans une décharge de la ville. La direction d'Atari fait par la suite différentes déclarations au sujet du contenu de ce déchargement,,, mais les observateurs en déduisent que la majorité des millions de copies invendues d'E.T. ont été ensevelies dans cette décharge puis coulées sous une couche de béton, aux côtés de jeux comme la version Atari 2600 de Pac-Man.
Sitôt l'opération d’enfouissement rapportée par la presse, des doutes sont émis sur la véracité et sur l'étendue des faits ; le récit des cartouches enterrées devient peu à peu une légende urbaine. En octobre 2004, Warshaw lui-même exprime ses doutes quant à la destruction de millions de copies d'E.T., pensant pour sa part qu'Atari a dû recycler les cartouches pour limiter les pertes financières,. Cet événement, cependant devenu une sorte d'icône culturelle, symbolisant le krach du jeu vidéo de 1983, est le point d'orgue d'une année fiscale désastreuse pour Atari, finalement revendue en 1984 par sa société mère Warner Communications. Les causes de cette action sont essentiellement économiques : il s'agit de réduire les stocks afin de bénéficier d'allègements fiscaux.
Le jeu E.T. devient l'un des symboles de cet événement qui finit par être lui-même emblématique du krach du jeu vidéo de 1983. En 2007, une référence à cet événement apparait lors du deuxième épisode de la série de dessin animé Code Monkeys, avec pour toile de fond la production et l'échec du jeu. Le clip vidéo When I Wake up du groupe Wintergreen, réalisé par Keith Schofield, utilise la genèse du jeu et l'épisode des cartouches enterrées comme base de son scénario. Le jeu Wasteland 2, sorti en 2014 et qui se déroule longtemps après un holocauste nucléaire, permet au joueur de déterrer une centaine de cartouches d'E.T. lors de fouilles en Arizona.
En 2013, le département de l'environnement du Nouveau-Mexique donne son accord à Fuel Entertainement pour réaliser un documentaire produit par la société de production américano-britannique Lightbox pour le compte de Xbox Entertainment Studios et pour effectuer des fouilles sur le site afin de retrouver d'éventuelles cartouches du jeu,,,. Les cartouches du jeu E.T sont finalement retrouvées le 26 avril 2014 lors des fouilles, comme plusieurs autres jeux du catalogue Atari et du matériel de la marque,,,. Cette découverte confirme ainsi un fait considéré jusqu'alors comme une légende. Warshaw, présent lors de l'excavation, ressent une grande émotion lorsque la présence de cartouches du jeu qu'il a créé sont déterrées. James Heller, l'ancien directeur d'Atari chargé de l'ensevelissement était également présent lors de la fouille ; il révèle à l’Associated Press que 728 000 cartouches de divers titres avaient été enterrées.

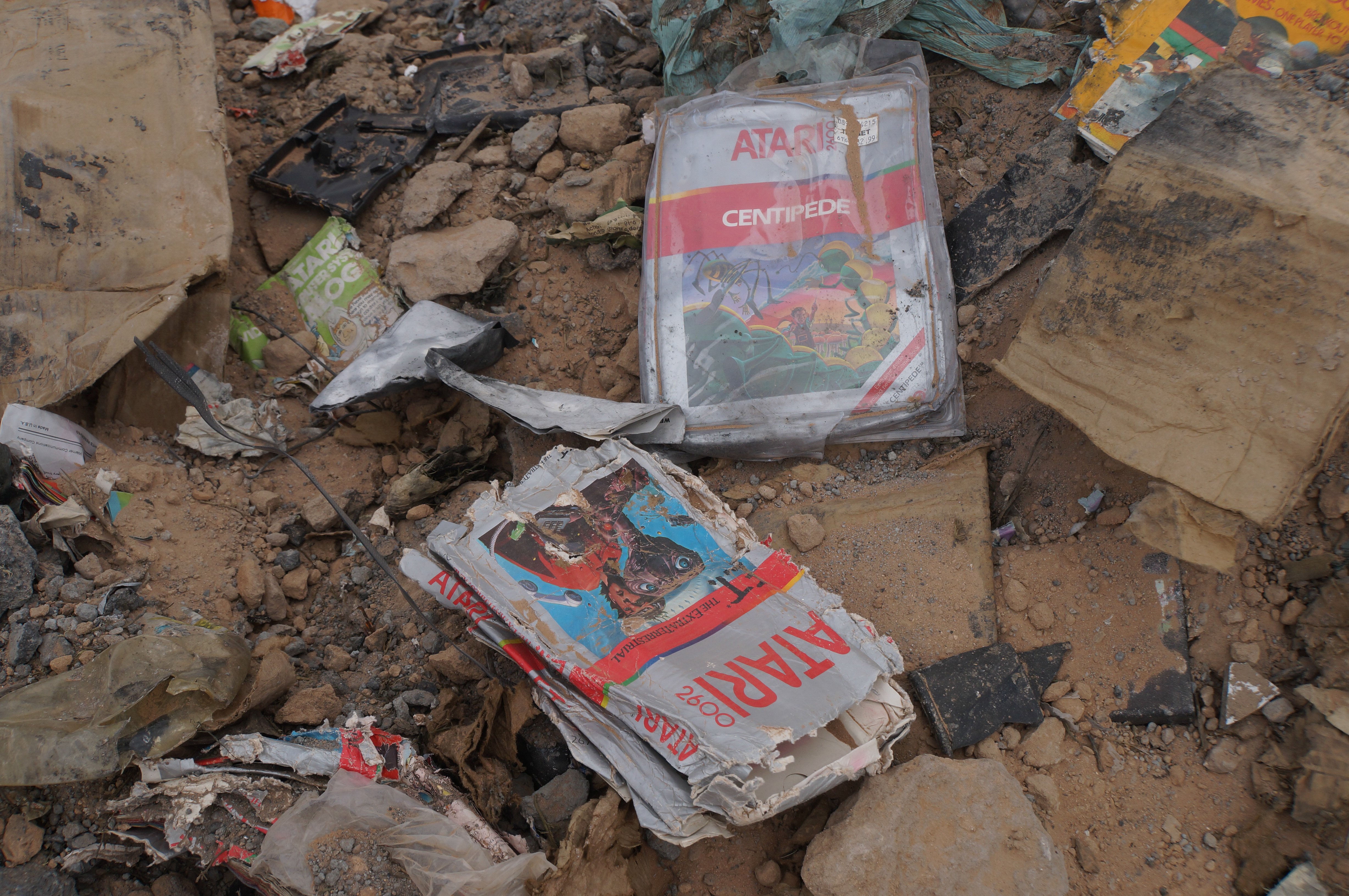
Des cartouches dE.T. the Extra-Terrestrial ont été retrouvées parmi de nombreux autres produits de la gamme Atari.

En novembre 2014, une vente sur eBay permet à la ville d'Alamogordo d'écouler plusieurs cartouches de jeux Atari pour un total de 37 000 dollars, dont une copie d'E.T. encore sous cellophane pour 1 537 dollars. En décembre 2014, une des cartouches déterrées de jeu E.T. a été récupérée par la Smithsonian Institution pour son aspect à la fois représentatif du site d'enfouissement mais aussi pour son aspect marquant de l'histoire vidéoludique, représentant « le défi permanent de faire une bonne adaptation de film en jeu vidéo, le déclin d'Atari, la fin d'une époque pour la fabrication de jeux vidéo, et le cycle de vie d'une cartouche de jeu vidéo »,. Finalement, le documentaire Atari: Game Over, qui porte sur le site de la décharge et les fouilles qui ont eu lieu, est diffusé le 20 novembre 2014. Réalisé par Zak Penn, réalisateur d’Incident au Loch Ness et co-scénariste d’Avengers et X-Men : L'Affrontement final, le documentaire est proposé gratuitement sur le service Xbox Video (Microsoft Movies & TV) de la console de jeux vidéo du même nom,. En 2014, le film Angry Video Game Nerd: The Movie prend comme base l'histoire du jeu E.T. the Extra-Terrestrial.

### Série et reconversion d'Howard Scott Warshaw
De cette licence, Atari tire tout de même un autre jeu, E.T.: Phone Home! sur la famille d'ordinateurs Atari 8-bits,. D'autres jeux, développés et édités par d'autres entreprises sortent dans les décennies suivantes, comme E.T. l'extra-terrestre : Le 20e anniversaire en 2002 sur PC (Windows), PlayStation et Game Boy Advance, ou E.T.: The Green Planet en 2012 sur iOS.
De son côté, Warshaw quitte Atari au moment du rachat de l'entreprise par Jack Tramiel. Il arrête la création de jeux vidéo puis passe plusieurs années à écrire des livres et à réaliser des documentaires, comme Once Upon Atari. Il reste présent sur la scène vidéoludique, témoignant régulièrement de cette période-clef,. Après avoir lui-même connu une période dépressive, Warshaw devient psychothérapeute en 2008 et travaille dans la Silicon Valley, aux États-Unis. Il retire une certaine fierté de voir que Yars' Revenge est souvent classé parmi les meilleurs jeux vidéo de l'histoire et, à l'opposé, E.T. souvent considéré comme l'un des plus mauvais,.

### RetrogamingetCGU
En 2004, les cartouches du jeu sont encore très courantes sur le marché de l'occasion et proposées à des prix très bas. En 2009, le livre Design and Culture rapporte que ces cartouches se trouvent toujours couramment sur eBay et se vendent toujours à bas prix. L'attrait de certains collectionneurs pour le jeu est souvent causé par son titre de « pire jeu vidéo de tous les temps ».
En 2006, E.T. the Extra-Terrestrial est décompilé en assembleur par Dennis Debro qui donne accès à son code source. En février 2013, le programmeur David Richardson publie plusieurs correctifs non officiels basés sur ce code source,. En octobre 2013, Internet Archive permet de jouer à E.T. par navigateur sur son site grâce à l'émulateur MESS.

### Interviews
1. 1 2 3 4 5 6 7 8 9 10 11 12 13  (en) Scott Stilphen, « DP Interviews... Howard Scott Warshaw », sur Digital Press, 1997.
2. 1 2 3 4 5 6 7 8 9  (en) Phipps Keith, « Interview: video-game creators - Howard Scott Warshaw », sur A.V. Club, 2 février 2005.
3. 1 2 3 4 5 6 7 8 9 10  (en) Kevin Bowen, « ClassicGaming Expo 2000: Atari 2600 Keynote », sur GameSpy.
4. ↑  (en) « Spielberg Talks About ET » [vidéo], sur YouTube.
5. 1 2 3 4  (en) Charles F. Gray, « Howard Scott Warshaw Interview », sur BeepBopBoop, 25 octobre 2004.
6. 1 2 3 4 5 6 7 8  (en) Matt Barton, « Matt Chat 70: ET and Yar's Revenge with Howard Scott Warshaw » [vidéo], sur YouTube, 2 août 2010.

### Ressources secondaires
1. 1 2 3 4 5 6 7 8 9 10 11 12 13 14 15 16 17 18 19  (en) « E.T. », Computer and Video Games, no 27,‎ janvier 1984, p. 199.
2. 1 2 3 4  (en) « E.T./Videogame Cartridge (for Atari VCS)/Atari », Arcade Express, vol. 1, no 10,‎ 19 décembre 1982, p. 7.
3. 1 2 3 4 5 6 7 8 9 10 11 12 13 14 15 16  Jean-Michel Maman, « Tubes : E.T. », Tilt, no 3,‎ janvier-février 1983, p. 36.
4. 1 2 3 4 5 6 7 8 9 10 11  (en) Phil Wiswell, « New Games From Well-Known Names », Video Games, vol. 1, no 6,‎ mars 1983, p. 69.
5. 1 2 3 4 5 6 7  (en) « ET Phones Home for the Holidays », Vidiot, vol. 1, no 2,‎ mars 1983, p. 41-43.
6. 1 2 3 4 5  (en) « Atari System Reviews: E.T. the Extra-Terrestrial », TV Gamer,‎ juin 1983, p. 23-24.
7. 1 2 3 4 5 6 7 8 9 10  (en) « Little ET: Home at Last », Electronic Fun with Computers and Games, vol. 1, no 3,‎ janvier 1983, p. 66-67.
8. ↑  (de) « Der Außerirdische: E.T. », Tele Action,‎ avril 1983.
9. 1 2 3 4 5  (en) « Good Game Stories - Game Review: E.T. the Extra-Terrestrial », sur ABC Television (Australia), 6 octobre 2008.
10. 1 2 3 4 5  (en) « The Home Front: E.T. », JoyStik, vol. 1, no 5,‎ avril 1983, p. 53.
11. 1 2 3  (en) « Atari Games, continued... », Creative Computing, vol. 10, no 1,‎ janvier 1984, p. 121-122.
12. 1 2 3 4 5 6 7 8 9 10 11 12 13 14 15 16 17 18 19 20 21 22 23 24 25 26 27 28 29 30 31 32 33 34 35  Régis Monterrin, « E.T. the Extra-Terrestrial : Histoire d'un crash » (Mook), Pix'n Love, Éditions Pix'n Love, no 21,‎ 2012, p. 102-107 (ISBN 978-2918272434).
13. ↑  (en) Colin Campbell, « The story of Yars' Revenge is a journey back to a lost world of video games », sur Polygon, 9 mars 2015.
14. ↑  (en) « Making of: Raiders of the Lost Ark », Retro Gamer, no 45,‎ décembre 2007, p. 34-37 (lire en ligne).
15. 1 2 3 4  (en) « Video Games go to the Movies: Part II », Video Games, vol. 1, no 6,‎ février 1983, p. 32-35, 87.
16. 1 2 3 4 5 6 7 8 9 10 11 12 13  Steven L. Kent 2001, The Fall: The Big Surprise, p. 236-240.
17. 1 2 3  (en) « Atari Gets 'E.T.' Rights », The New York Times,‎ 19 août 1982 (lire en ligne).
18. 1 2  (en) « Focus On: ET Phones your Home », Videogaming Illustrated,‎ décembre 1982, p. 13.
19. ↑  Harry J. Brown 2008, Videogames and Films, p. 38-40.
20. 1 2 3 4  (en) « NG Special: E.T. the Extra-Terrestrial », Next Generation, vol. 4, no 40,‎ avril 1998, p. 47.
21. 1 2 3 4 5  (en) Aljean Harmetz, « New Faces, More Profits For Video Games », Times-Union,‎ 15 janvier 1983, p. 18.
22. 1 2 3  (en) « E.T. Starring in Sales of Toys », The New York Times,‎ 13 décembre 1982 (lire en ligne).
23. 1 2 3  (en) G4TV, « G4 Icons Episode #32: The Video Game Crash » [vidéo], sur YouTube.
24. 1 2 3 4 5 6 7 8 9  (en) Levi Buchanan, « IGN: Top 10 Best-Selling Atari 2600 Games », sur IGN, 26 août 2008.
25. 1 2 3 4 5 6  (en) Richard Hooper, « The man who made the worst video game in history », sur BBC News, 22 février 2016.
26. 1 2 3 4 5 6 7 8 9 10 11 12  (en) Howard Scott Warshaw, « Core Memory », GamesTM, no 63,‎ novembre 2007, p. 140–141.
27. 1 2 3 4  Daniel Ichbiah 2009, p. 62-63.
28. 1 2 3  (en) Timothy J. Seppala, « The true story of the worst video game in history », sur Engadget, 1er mai 2014.
29. 1 2  (en) « E.T. needs your help! », Atari Age, vol. 1, no 4,‎ novembre-décembre 1982, p. 3.
30. ↑  Tim Lapetino 2016, E.T. the Extra-Terrestrial, p. 152-155.
31. ↑  (en) « From the Silver Screen to your TV Screen: Games go... Holly Wood », Electronic Fun with Computers and Games, vol. 1, no 1,‎ novembre 1982, p. 23.
32. 1 2 3  (en) Andrew Pollack, « The Game Turns Serious at Atari », The New York Times,‎ 19 décembre 1982 (lire en ligne).
33. 1 2  (en) Betsy Cummings, « How I got here », Sales and Marketing Management,‎ décembre 2003.
34. ↑  (en) « Retro Diary - 08 november - 05 december », Retro Gamer, no 122,‎ décembre 2013, p. 11.
35. 1 2  Guinness World Records 2009, History of Gaming: 1980–1993, p. 20.
36. 1 2  (en) « Many Video Games Designers Travel Rags-to-Riches-to-Rags Journey », Los Angeles Times,‎ 14 janvier 1986 (lire en ligne).
37. 1 2  René Speranza 2018, E.T..
38. ↑  (en) « A Squeeze in Video Games », The New York Times,‎ 7 décembre 1982 (lire en ligne).
39. 1 2  Alexis Blanchet 2010, Chapitre III : I - Un Retrait immédiat des majors du divertissement, p. 151.
40. ↑  Scott Cohen 1984, p. 132.
41. ↑  (en) Nicholas Pileggi, « The Warner Case: Curiouser and Curioser », New York, vol. 16, no 4,‎ 24 janvier 1983, p. 26–32.
42. 1 2 3 4 5  (en) John Hubner et William F. Kistner Jr., « What went wrong at Atari », InfoWorld, vol. 5, no 49,‎ 5 décembre 1983, p. 145–155 (lire en ligne).
43. 1 2 3 4  (en) « Programmable Parade: ET », Electronic Games, vol. 1, no 14,‎ avril 1983, p. 37-38.
44. ↑  (en) Nicholas Pileggi, « The Warner Case: Curiouser and Curioser », New York, vol. 16, no 4,‎ 24 janvier 1983, p. 26–32.
45. ↑  George Sullivan 1983, 9. Today and tomorrow, p. 81.
46. ↑  (en) « Galaxies of Videogames: Please Call Home », Electronic Games, vol. 1, no 13,‎ mars 1983, p. 49.
47. ↑  (en) « Behind the Scenes: Tragic Imagic », Videogaming Illustrated,‎ décembre 1983, p. 25-27.
48. ↑  (en) « The Best and the Rest », ST.Game,‎ mars-avril 1984, p. 49.
49. ↑  (en) « E.T. Phone Home », Computer Games, vol. 3, no 5,‎ janvier-février 1985, p. 15.
50. ↑  (en) Billboard Staff, « Top 15 Video Games », Billboard, vol. 95, no 1,‎ 1983, p. 36.
51. 1 2  Connie Bruck 1995.
52. ↑  (en) « ET: The Extra 200,000 Cartridges? », Next Generation, vol. 3, no 26,‎ avril 1997, p. 43.
53. ↑  Nick Montfort et Ian Bogost 2009, p. 94.
54. 1 2  (en) Boba Fatt, « Feature : The 52 Most Important Video Games of All Time », sur GamePro, 1er mars 2009
55. 1 2  (en) « The Most Important Games Ever Made: E.T. the Extra-Terrestrial », sur 1UP.com, 2004.
56. ↑  (en) John C Dvorak, « Is the PCJr Doomed To Be Landfill? », InfoWorld, vol. 7, no 32,‎ 12 août 1985, p. 64 (lire en ligne).
57. ↑  (en) Simon Jary, « HP TouchPads to be dumped in landfill? », sur Tech Advisor, 19 août 2011.
58. ↑  (en) James Kennedy, « Book Review: Super Mario », sur The Wall Street Journal, 20 août 2011.
59. ↑  (en) Earl Paige, « Video Game Firms Ready Formal Returns Policies », Billboard, vol. 95, no 1,‎ 1983, p. 1, 21.
60. 1 2  (en) « Five Million E.T. Pieces », sur Snopes.
61. ↑  (en) « This Month in Gaming History », Game Informer, no 140,‎ décembre 2004, p. 202.
62. ↑  (en) Alexander L. Taylor III, « Pac-Man Finally Meets His Match », sur Time, 20 décembre 1982.
63. 1 2  (en) « Digital Disasters », Edge, no 58,‎ mai 1998, p. 78.
64. ↑  (en) « From the archives... Atari Inc Part 1 », Retro Gamer, no 93,‎ août 2011, p. 84-89.
65. ↑  (en) « From the archives... Atari Corporation Part 2 », Retro Gamer, no 94,‎ septembre 2011, p. 86-91.
66. 1 2  (en) « ClassicGaming.com's Museum: Five Must-See 2600 Games », sur GameSpy.
67. 1 2  (en) « ClassicGaming.com's Museum: Atari 2600 - 1977-1984 », sur GameSpy.
68. 1 2 3  (en) Seanbaby, « Seanbaby's EGM's Crapstravaganza: The 20 Worst Video Games of All Time. », sur Electronic Gaming Monthly, 2002.
69. ↑  Nick Montfort et Ian Bogost 2009, p. 76.
70. 1 2 3  (en) « Retroview: Low Poing for Licensing », Next Generation, vol. 3, no 34,‎ octobre 1997, p. 34.
71. 1 2 3 4  (en) Emru Townsend, « The 10 Worst Games of All Time », sur PC World, 23 octobre 2006.
72. ↑  (en) Mark Langshaw, « E.T. The Extraterrestrial retrospective: The worst game of all time? », sur Digital Spy, 8 juin 2013.
73. ↑  (en) « Top Ten Shameful Games », sur GameSpy, 31 décembre 2002.
74. ↑  (en) « 20 Worst Video Games Ever », Electronic Gaming Monthly, no 150,‎ janvier 2002.
75. ↑  (en) « History of Gaming: The Best and Worst Video Games of All Time », sur The Video Game Revolution, 2004.
76. 1 2  (en) « GT Countdown - Top Ten Best and Worst Games of All Time » [vidéo], sur GameTrailers, 17 novembre 2006.
77. ↑  (en) « The Essential 100, No. 79: E.T. », sur 1UP.com, 16 juillet 2012.
78. ↑  Chloé Woitier, « Le « pire jeu vidéo de l'histoire » déterré au Nouveau-Mexique », sur Le Figaro, 28 avril 2014.
79. ↑  Vincent Gautier, « « E.T., le pire jeu vidéo de l’histoire » : pourquoi tant de haine ? », sur Rue89 (L'Obs), 29 avril 2014.
80. ↑  (en) Keith Stuart, Andy Kelly et Simon Parkin, « The 30 worst video games of all time – part one », sur The Guardian, 15 octobre 2015.
81. ↑  « Voici l’homme qui a créé le « pire jeu vidéo de tous les temps » », sur Slate, 23 février 2016.
82. ↑  (en) GamesRadar Staff, « The 50 worst games of all time », sur GamesRadar+, 9 août 2017.
83. ↑  Guinness World Records 2009, Movies & Games Round-Up, p. 184.
84. ↑  (en) « ClassicGaming.com's Museum: Atari 2600 - Game of the Week - E.T. the Extra-Terrestria », sur GameSpy.
85. 1 2  (en) Alan Smithee, « 10 to 1: The Worst Movie Games Ever », sur GamePro, 2 juillet 2004.
86. ↑  (en) « GT Countdown - Top Ten Worst Movie Games » [vidéo], sur GameTrailers, 2 juillet 2007.
87. ↑  Dave Morris 2004, p. 126.
88. ↑  (en) GamePro Staff, « 20 Games that Changed the World », sur GamePro, 4 avril 2006.
89. ↑  (en) Dan Elektro, « Secrets & Lies », sur GamePro, 8 août 2003.
90. ↑  Nick Montfort et Ian Bogost 2009, p. 127.
91. ↑  (en) Travis Fahs, « Revising History: The Crash of '83 », sur IGN, 18 décembre 2008.
92. ↑  (en) Damon Poeter, « Debunking the Myth of the Buried Atari E.T. Cartridges », sur PC Mag, 4 juin 2013.
93. ↑  (en) Bryan Bean, « In Defense Of... E.T. », sur Classic Gaming, 2001.
94. ↑  (en) Tracey Lien, « Why E.T. wasn't the worst game in history », sur Polygon, 3 juin 2014.
95. ↑  (en) Ben Gilbert, « The 50 worst video games of all time, according to critics », sur Business Insider France, 17 avril 2018.
96. ↑  (en) Brandon Friederich, « The 20 WORST Video Games of All Time, According to Critics », sur Maxim, 22 avril 2018.
97. 1 2  (en) András Neltz, « Is E.T. really the worst game of all time? Probably not. But the story of the fall of the video game industry needed a face and that was E.T. », sur Kotaku, 20.
98. 1 2  (en) Marian McQuiddy, « City cementing ban on dumping: Landfill won't house anymore Atari rejects », Alamogordo Daily News,‎ 28 septembre 1983.
99. ↑  (en) « Atari Parts Are Dumped », sur The New York Times, 28 septembre 1983.
100. ↑  (en) Marian McQuiddy, « Dump here utilized », Alamogordo Daily News,‎ 25 septembre 1983.
101. ↑  (en) Marian McQuiddy, « City to Atari: 'E.T.' trash go home », Alamogordo Daily News,‎ 27 septembre 1983.
102. ↑  (en) Shelley Smith, « Raising Alamogordo's legendary Atari "Titanic », Alamogordo Daily News,‎ 12 avril 2005.
103. ↑  (en) « "Code Monkeys" E.T. (TV Episode 2007) », sur IMDb.
104. ↑  (en) « Vidéo de Wintergreen When I Wake Up », sur keithschofield.com.
105. ↑  inXile Entertainment, Obsidian Entertainment. Wasteland 2 (PC (Windows, Linux), Mac), PlayStation 4, Xbox One). inXile Entertainment. 19 septembre 2014.
106. ↑  (en) John Bear, « Alamogordo Atari dig clears hurdle ;E.T. may be able to phone home after all », Alamogordo Daily News,‎ 3 avril 2014 (lire en ligne).
107. ↑  (en) Alex Goldsmith, « Alamogordo approves Atari excavation », sur Krqe.com, 30 mai 2013.
108. ↑  (en) Kevin Chieng, « Documentary Debut on Xbox Will Explore E.T. Atari Landfill », sur GameTrailers, 19 décembre 2013.
109. ↑  J.M., « Des fouilles autorisées pour retrouver « le pire jeu vidéo de l'histoire » », sur 20 minutes, 4 avril 2014.
110. ↑  (en) Jason Schreier, « E.T. Found In New Mexico Landfill », sur Kotaku, 26 avril 2014.
111. ↑  (en) Juan Carlos LLorca Associated Press, « Diggers Find Atari's E.T. Games in Landfill », sur ABC News, 26 avril 2014.
112. ↑  Maxime Chao, « E.T. ATARI 2600 : Les légendaires cartouches ont été retrouvées dans le désert », sur JeuxActu, 27 avril 2014.
113. ↑  Julien Chièze, « ATARI 2600. Les mythiques cartouches E.T. déterrées dans le désert : les images », sur Gameblog, 26 avril 2014.
114. ↑  (en) The Associated Press, « Diggers find Atari's E.T. games in landfill », sur USA Today, 26 avril 2014.
115. ↑  (en) « Atari game cartridges dug up from landfill fetch $37,000 on eBay », sur Ctvnews.ca, 16 novembre 2014.
116. ↑  (en) Drew Robarge, « From landfill to Smithsonian collections: "E.T. the Extra-Terrestrial" Atari 2600 game », sur Smithsonian Institution, 15 décembre 2014.
117. ↑  (en) Eddie Makuch, « Why the "Worst Game Ever" is Now an American Artifact », sur GameSpot, 16 décembre 2014.
118. ↑  (en) Alexa Ray Corriea, « Atari E.T. excavation film kicks off Xbox documentary series in 2014 », sur Polygon, 19 décembre 2013.
119. ↑  (en) Rob Crossley, « ET burial trailer unearths lost stories of industry crash », sur Computer and Video Games, 20 juillet 2014.
120. ↑  (en) Marc Graser, « Xbox Documentary on Atari's Lost 'E.T.' Games Debuts for Free », sur Variety, 20 novembre 2014.
121. ↑  (en) Fernanda Santos, « Hunting for an E.T. Castoff in a Most Terrestrial Place », sur The New York Times, 18 juin 2013.
122. ↑  La_redaction, « Test E.T. L'extra-terrestre sur GBA », sur Jeuxvideo.com, 8 avril 2002.
123. ↑  (en) Griffin McElroy, « ET: The Green Planet brings free-to-play gardening to iOS tomorrow », sur Polygon, 8 octobre 2012.
124. ↑  (en) David Ellis, Official Price Guide to Classic Video Games, Random House, 2004 (ISBN 0-375-72038-3).
125. ↑  (en) Raifrod Guins, « Concrete and Clay: The Life and Afterlife of E.T. The Extra-Terrestrial for the Atari 2600 », Design and Culture, vol. 1, no 3,‎ 2009.
126. ↑  (en) Phil Johnson, « Digging up E.T.’s source code », sur ITworld, 6 mai 2014.
127. ↑  (en) Alex Cocilova, « How hacking fixed the worst video game of all time », sur PC World, 16 avril 2013.
128. ↑  (en) Damon Poeter, « Debunking the Myth of the Buried Atari E.T. Cartridges », sur PC Magazine, 5 juin 2013.
129. ↑  (en) Adi Robertson, « The Internet Archive puts Atari games and obsolete software directly in your browser », sur The Verge, 25 octobre 2013.